# Hip-hop québécois

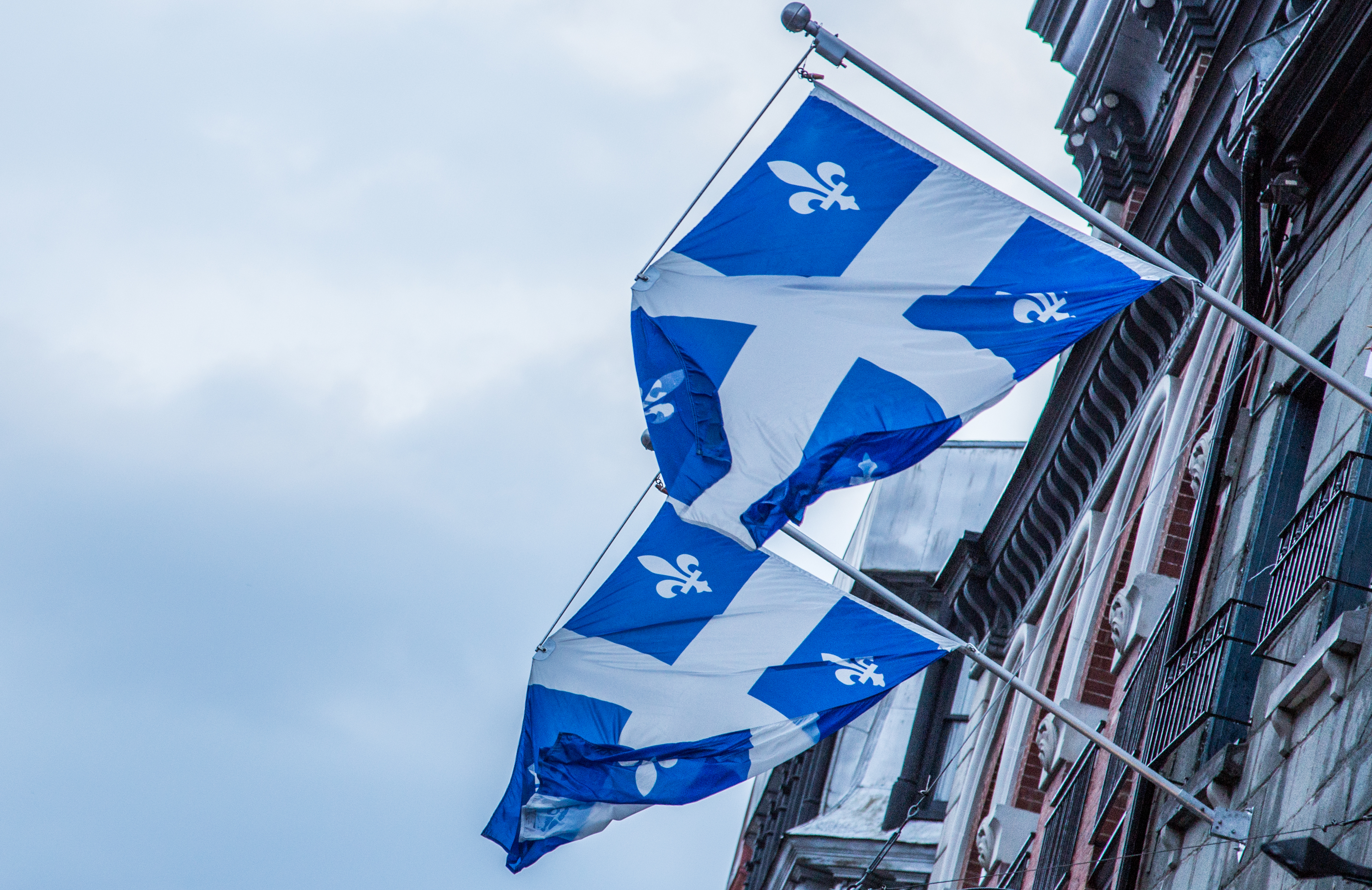
Drapeau du Québec.

Le hip-hop québécois, rap québécois, rap québ, ou rap keb, désigne l'histoire et la culture du hip-hop dans la province de Québec, au Canada. Le genre découle du mouvement hip-hop instauré localement entre l'automne 1979 et l'hiver 1980 par des pionniers tels que Andrew Carr, Butcher T et Mike Williams. D'autre part, les premières pièces du hip-hop québécois apparaissent dans les années 1980, suivant la vague hip-hop américaine.
Le hip-hop québécois connaît un premier véritable essor au début des années 1990. C'est à cette époque que font leur apparition quelques groupes tels que Mouvement rap francophone. Celui-ci, comme tant d'autres, contribue significativement à l'essor local grâce à la chanson MRF est arrivé, une tentative de faire germer la culture hip-hop dans la partie francophone du Canada, et au Québec.
Depuis le début des années 2010, le genre local est porté par un « enthousiasme médiatique ». Dû pour un renouveau, le hip-hop change d'allure avec une nouvelle niche appelée « piu piu », ou « piou-piou », qui favorise la découverte de beatmakers expérimentaux.

## Histoire

### Origines et croissance
Le genre découle du mouvement hip-hop instauré localement entre l'automne 1979 et l'hiver 1980 par des pionniers tels que Andrew Carr, Butcher T et Mike Williams. D'autre part, les premières pièces du hip-hop québécois apparaissent dans les années 1980, suivant la vague hip-hop américaine. En 1983, le poète Lucien Francoeur qui est le fondateur du groupe Aut'Chose enregistre Le Rap-à-Billy.  Le 45 tours Ça rend rap du groupe humoristique Rock et Belles Oreilles, sorti en 1985, aura beaucoup de succès.
Le rap québécois connaît un premier véritable essor au début des années 1990. C'est à cette époque que font leur apparition quelques groupes tels que Mouvement rap francophone. Ces nouveaux groupes mettent en valeur le mouvement francophone de la culture dite underground. Toutefois, le phénomène demeure quelque peu marginalisé du fait d'une faible exposition dans les médias. Cependant, entre 1988-1989, l'entrepreneur D.J « Noji Mzilikazi » Jam Patrol crée le tout premier magazine hip-hop québécois/canadien. Ce magazine se nomme Up Front. Il faudra attendre près d'une dizaine d'années, avant de voir apparaître d'importantss magazines de hip-hop au Québec : 24K, La Taupe et Influence, en outre. En cette période marquant la fin des années 1980, plusieurs promoteurs et entrepreneurs font leur apparition dans le milieu hip-hop québécois en croissance, comme Rico Rich, Ricky D, Duke Eatmon, Ernest B, Panama, Gilbert Mosambo, et Gary T. Des radios hip-hop underground font aussi leur apparition durant les années 1990, telles que le Kachot.

« Le Kachot c'est une émission qui a commencé très simplement, à une heure où personne n'écoute la radio, mais à force de jouer du rap, on s'est fait contacter par des artistes locaux disant : c'est cool que vous jouez IAM, mais est-ce que vous pourriez aussi jouer mon demo ? Et de fil en aiguille, on a commencé à jouer des démos, et je vous dirais que vers 1995-1996, ça s'est passé très vite, on s'est mis à recevoir des invités à chaque semaine, des artistes qui venaient faire découvrir leur musique; se présenter.(...) c'est une émission qui a été un centre de passage pour des artistes à l'époque ou la scène rap montréalaise était en plein essor[réf. nécessaire]. »

— Baye Sikime, cofondateur du Kachot

### Premiers groupes et albums

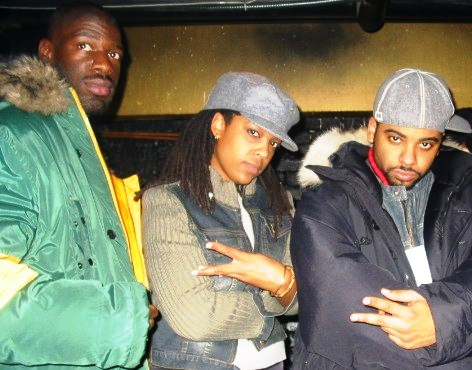
Muzion aide à l'expansion du hip-hop au Québec avec la publication de l'album Mentalité Moune Morne… (Ils n'ont pas compris) en 1999.

Le groupe Mouvement rap francophone contribue significativement à l'essor local grâce à la chanson MRF est arrivé, une tentative de faire germer la culture hip-hop dans la partie francophone du Canada, et au Québec. Le rappeur québécois KC LMNOP connait un succès commercial au début des années 1990 avec la chanson Ta yeul' (vis ta vie pis reste en vie), parue sur l'album Ta yeul.
L'album La Force de comprendre, du groupe Dubmatique, publié en 1997, attire l'intérêt de l'industrie musicale après 150 000 exemplaires vendus. Au gala de l'Adisq, ils sont en nomination pour deux Prix Félix, soit dans les catégories « Groupe de l’année » et « Révélation de l’année ». Le groupe remporte le prix de l’« Album rock alternatif de l’année », la catégorie hip-hop n’existant pas à cette époque à l’Adisq. Le succès continue, jusqu’en 1998, où ils gagnent le Félix dans la catégorie du « groupe de l’année », et des nominations dans les catégories « spectacle de l’année » et « meilleures ventes ». Du côté du Canada anglophone, Dubmatique sont en nomination pour les Prix Juno dans la catégorie « meilleur album vendeur francophone ». De plus, ils remportent un Muchmusic Video Awards pour le « Meilleur vidéoclip francophone ».
Bien que crédités pour avoir ouvert les portes de l'industrie, l'accent québécois n'était pas représenté chez Dubmatique. La Constellation et LMDS se sont fort inspirés d'eux, rappant avec l'accent du français dit international.

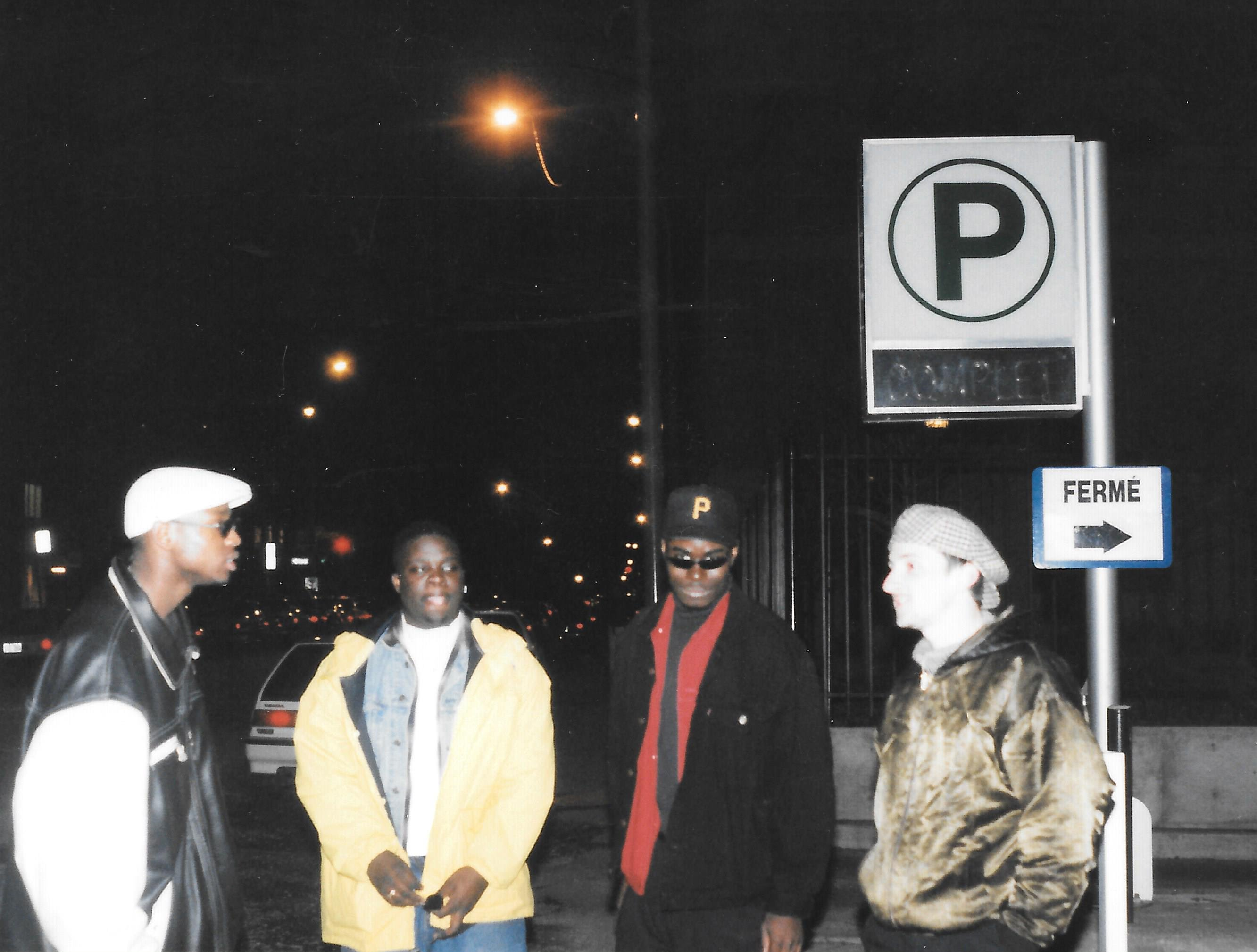
No De Ja et iLCapo BOP, en 1995.

Le joual était, pour les puristes, presque inimaginable avant l'arrivée de l'album 514-50 dans mon réseau de Sans Pression en 1999, un précurseur du rap québécois en franglais. Ce point entraîne des conflits notamment le « diss » (pour disrespect) de Black Beretta contre 2 Faces le gémeau (2Faces), membre de La Constellation. Traumaturges en font aussi le thème de leur chanson Rap sale Montréal, où ils prônent l'utilisation du joual afin de « représenter la langue du Québec. » En parallèle au rap sale, le rap explicite et provocateur monte au Québec avec des artistes tels que Ravette et Le Syndicat, Moun Fou, Roi Heenok (D.J E-Nice), Black Taboo, Sang Zavé le Koulanget, Azil 67 et Mafia 139.
Le gangsta rap québécois verra aussi son ascension dès la fin des années 1990-début 2000 avec certains pionniers tels que Glendouze, Sudan, Money First Gangsters (MFG), Le Voyou, Magnum 357, KZ Kombination, Vokab, Kabritte, 7th ave/boyz, N.P N.O.R.D.P  ainsi qu'une variété de collectifs hip-hop. Des parcelles du DVD controversé du documentaliste indépendant Genzo Denado, publié en 2007, en débâcle les retombées inter-générationnelles du gangsta rap à Montréal et ses environs. Une relève du rap de rue montréalais « très trap, noire et criminalisée » est en recrudescence depuis le milieu des années 2010 avec des artistes tels Telus, Kay Bandz, Jackboy, Kolonel, Enra-G et tant d'autres.
En 1996, une première compilation de hip hop montréalais intitulée Prélude à l'invasion est enregistrée. Pour la première fois, plusieurs artistes et groupes du moment de la scène hip-hop montréalaise unissent leurs efforts tels que Le Cerveau (RDPizeurs), Osiris, Dame de Pique, M.A.D, Phoenix, Fang, Voodoo X et iL Capo. Orchestrée par les Productions High-Cue, elle connaitra un certain succès au travers les radios hip-hop underground de Montréal, telles que le Kachot et Nuit Blanche[réf. souhaitée].
En 1997, une première union internationale pour le hip-hop québécois, l'union entre l'Europe et le Canada se déroule au Québec à Montréal avec la mixtape Freestyle Canada de Cut Killer (double H). Des artistes tels que Complys, Dubmatique, Replik, Traumaturge, Division Blindé, Vice-Verset, Royal Hill, Veda, Rainmen, Roufou, Acropole, Apogé, Judge Dread Mathematik, O.S.I.R.I.S, Dreaded Poets Society, Cavalier Noir, X Horde ainsi que RDPizeurs et plusieurs autres artistes underground locaux de l'époque y participent. Avec l'album Armageddon, publié en 1998, le groupe Rainmen connaît un bon succès local, qui donne lieu à des collaborations avec de nombreux groupes français comme notamment la Fonky Family et La Cliqua. Les membres du groupe Muzion, de leur côté, contribuent à la montée locale du hip-hop avec la publication de leur premier album, Mentalité Moune Morne… (Ils n'ont pas compris) en 1999.

### Années 2000

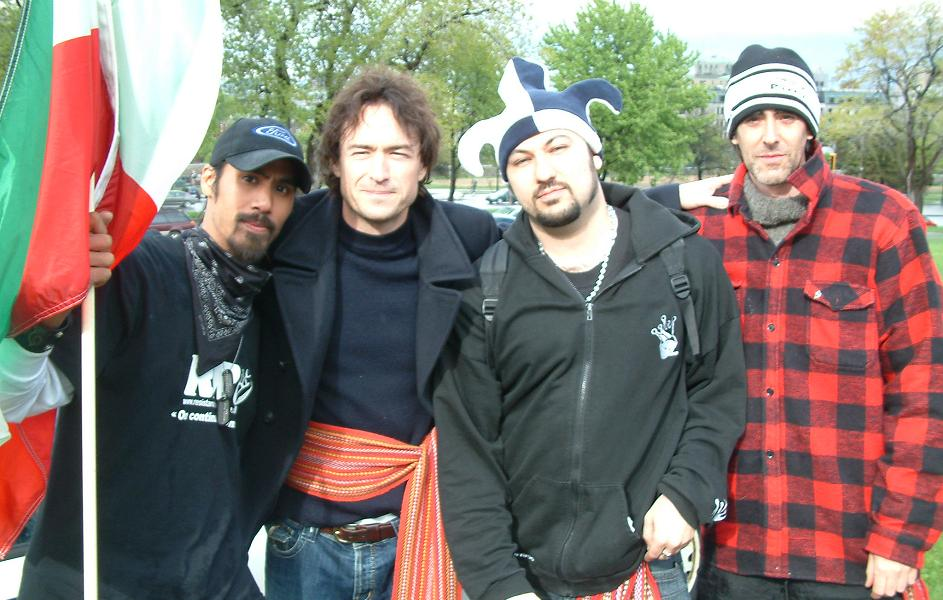
Loco Locass, l'un des groupes qui connaissent le succès au Québec

En 2000, le rappeur 2Faces la compilation Berceau de l'Amérique, qui réunit bon nombre d'artistes et groupes locaux comme Muzion, Taktika, Vice Verset, La Structure, King, Catburglaz, et Canox,. En 2001, 2Faces fonde le collectif 83 (avec Onze, son collègue de La Constellation, Taktika, Canox et Pagail), qui s'inspire de la chanson homonyme publiée en 1996. En 2001 s'ouvre officiellement la scène hip-hop francophone underground aux FrancoFolies de Montréal. Ce collectif montréalais rassemble des artistes qui se sont déjà produits sur la petite scène de la Zone Hip Bleue Dry (de 1998 à 2001). Étaient de la fête : Roufou, qui est le rappeur fondateur du collectif ; animé par B.U the Knowlegist, ex-chanteur des Allions ; DJ Mana, le gagnant du championnat 2001 Montréal ; DJ Blast, le lauréat du concours D.M.C. Montréal, Son 2p.t de la clique Atach Tatuq ; Traumaturge, qui sort un album en 2000 ; Dramatik du groupe Muzion, de même que C-drik et Le Queb, 01 Etranjj et les breakdanseurs de Mtl Tactical Crew. Plusieurs femmes contribuent à l'avancement du hip-hop québécois dès le début des années 1990 : Cony, Jenny Salgado, Dame de Pique, G-Nine (C.Click), Yncomprize, la Femme Maloria, Keithy Antoine (Lady Special K), S'Katrice (Kit-Kat), Snozza, 500SL, Miss Vicky J, Geneva et Bad Nylon (le premier quintette féminin du hip-hop québécois).
Depuis 2004, le hip-hop québécois se légitime lui-même de façon à rejoindre plus de public par le gala Montréal-Underground (une émission de radio), organisé par Goofy Welldone. Ce gala récompensait les artistes rap, de la musique urbaine et des arts hip-hop en général au Québec. Les juges étant pour la plupart des journalistes influents dans le milieu hip-hop underground à travers la province, il permet à ce mouvement culturel d'exister malgré l'ignorance des médias. L'essor d'Internet permet néanmoins à certains artistes de se faire connaitre en assurant leur promotion via leurs web TV et la constitution de labels indépendants, à l'image de Double Shots assurant à moindre frais la réalisation d'albums et des clips vidéos.

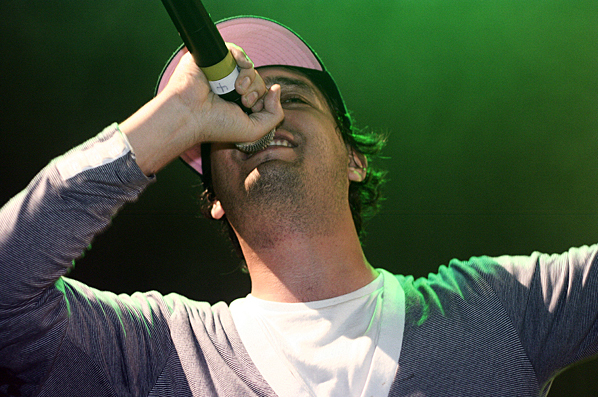
Omnikrom sur scène en 2008.

En 2006, Manu Militari s'impose avec son album Voix de fait qui pousse le hip-hop vers une dimension plus consciente et politique. Loco Locass, déjà en place depuis quelques années, se distingue par son album Amour Oral qui obtient un grand succès de la critique. Cependant, le rap québécois est de moins en moins présenté sur les radios commerciales québécoises et sur les ondes de musique plus. Le hip-hop se retrouve dès lors condamné à être diffusé via Internet ou via les ondes radio de certaines stations communautaire ou universitaire. Peu ou pas d'artistes vivent de leur art (beaucoup doivent occuper un autre emploi). Les artistes se maintiennent principalement dans la musique pour le simple « amour de la musique »). La majorité des artistes sont ainsi condamnés à demeurer dans l'underground. Il est donc surprenant de voir que le hip-hop se maintient dans de telles conditions avec une telle vivacité et ce, avec un public relativement restreint et sans le support de l'industrie. Le hip-hop québécois demeure néanmoins combatif et déterminé à rester en vie.
Au printemps 2009, le rappeur émergeant Souldia publie son premier album Art Control, considéré comme un des classiques du rap québécois. À partir juillet 2009, Jo le Zef et FiligraNn organisent les Word Up! Battles diffusés sur Internet. Ce mouvement de joute verbale a cappella avec des textes pré-écrits gagnent rapidement en popularité. Les battles révèlent plusieurs artistes et fait connaître le hip-hop québécois au public français (les français reprennent le concept avec les Rap contenders[réf. nécessaire]). La participation de Dramatik, vétéran du rap game, au Wordup! consacre l'importance de ce mouvement. Wordup! donne ainsi un second souffle au mouvement hip-hop québécois.

### Depuis les années 2010
En 2010, HHQc.com fonde son label discographique et lance son premier titre HHQc.com - La Force du Nombre, une compilation de grande envergure, regroupant plus de 50 rappeurs québécois et 16 beatmakers, dont des artistes établis (Sans Pression, Koriass, Manu Militari, Yvon Krevé, etc.), mais aussi des artistes prometteurs tels que Rymz et KenLo.
Le groupe Alaclair Ensemble, composé de KenLo, Maybe Watson, Claude Bégin, Eman, Ogden AKA Robert Nelson, Mash et Vlooper, se démarque par ses productions éclectiques, ses paroles absurdes et ses clins d'œil à l'histoire du Québec. D'autres groupes tentent de briser les clichés au sein de la culture hip-hop québécoise. Dû pour un renouveau, le hip-hop change d'allure avec une nouvelle niche appelée « piu piu », ou « piou-piou », qui favorise la découverte de beatmakers expérimentaux,,. Des groupes de rap comme Loud X Lary X Ajust et Dead Obies présenteront des albums fort appréciés par la critique, causant de la controverse chez les puristes du rap (sauf ceux qui utilisaient le mélange de langue il y a 15 ans, comme Muzion) et les chroniqueurs qui n'apprécient pas le franglais, et le groupe de rap parodique Les Anticipateurs, qui a souvent fait la controverse, a une plus grande notoriété que n'importe quel groupe de hip-hop sérieux.
Dans le cadre des FrancoFolies de Montréal (2014), Koriass devient le second artiste hip-hop au Québec, après Loco Locass, à effectuer un spectacle professionnel avec un orchestre symphonique. Sur le plan structurel, les mouvances trap, drill, piu-piu et post-rap se font ressentir de plus en plus dans la conjoncture du hip-hop québécois.
Le Québec attire de nouveau l'attention en France grâce au rappeur Vaï (anciennement du groupe LMDS) qui vend ses albums dans l'hexagone. Manu Militari, ancien membre du groupe Rime Organisé, est un des plus importants acteurs du rap québécois. Avec son troisième album Marée humaine (2012, septième ciel), il signe 12 chansons écrites avec passion et en réfléchissant chaque mot, chaque tournure de phrase. Son rap engagé redonne l'espoir. « La vie fait pas de cadeau pour toucher ses rêves on s'bat, on crève à la Falardeau », chante-t-il, dans sa chanson Esclave en fuite. Son quatrième album en carrière, Océan, sort en date du 20 novembre 2015.
En 2023, le Musée de la civilisation organise une exposition sur le hip hop Québécois pour reconnaitre l'impact qu'il a eu sur la culture locale.

## Industrie
Peu de rappeurs québécois vivent de leur musique. Selon les études des chercheurs Browen et Sarkar (2012), cette difficulté serait purement le résultat de la québécité/québécisme sur le plan culturel et sociétal. En 2002, le groupe 83 fait une incursion au gala de la musique québécoise, l'Adisq, pour demander d'accorder un peu plus d'importance au rap. Depuis ce temps, un jury spécial est convoqué pour décider du prix de l'artiste hip-hop de l'année, toujours remis au gala hors d'ondes.
Toutefois, quelques rappeurs réussissent à percer dans cette industrie. Loco Locass, un groupe très politisé et en faveur de la souveraineté, se place avec son message engagé (« Libérez-nous des libéraux »). Leur « représentativité » est cependant souvent remise en question du fait que leurs fans ne sont généralement pas fans de rap. Damien connait un certain succès à l'aide d'une chanson où il reprenait un air de Claude Dubois, (« J'aurais voulu ») ; la chanson joue même dans les radios commerciales, ce qui n'est pas peu dire. Sans Pression connait aussi une forme de succès avec sa chanson Derrière mon sourire. Le groupe Muzion, de son côté, remporte son deuxième Prix Félix pour l'album hip-hop de l'année au Gala de l'ADISQ 2003 pour son album J'rêvolutionne. Yvon Krevé, alias Von Von le Vet, est l'un des artistes de rap québécois les plus populaires. En 2001, son premier album, L’accent grave gagne le meilleur album francophone au Canadian Music Awards ainsi qu'un trophée MIMI.
L'effervescence du street rap québécois contemporain se fait ressentir vers la moitié de la décennie 2010 avec des artistes populaires et issus de la pluriethnicité montréalaise comme Enima, Izzy-S, Tizzo, 5sang14, Rowjay, MikeZup . Le Connaisseur Ticaso figure mythique du street rap montréalais classique de la décennie 1990 publie son premier album en carrière Normal de l'Est  , sous les disques JoyRide records,  le 1er janvier 2021. En 2023, Fouki devient le second rappeur québécois commercial à effectuer un concert à lui tout seul dans des lieux événementiels d'une extrême amplitude au Québec : La Place Bell (Laval, QC) et Le Centre Vidéotron (Québec, QC). Souldia, présent depuis longtemps dans le milieu du rap, devient l'une des figures les plus populaires et influentes du milieu. Il démontre sa dominance avec l'album Survivant avec plusieurs tracks qui vont atteindre les millions d'écoute sur YouTube.

## Discrimination
En 2008, la Régie des alcools, des courses et des jeux du Québec suspend le permis d'alcool du bar Vision à LaSalle pour avoir joué de la musique hip-hop par crainte que cela n'attire les gangs de rue.
En 2012, la Régie des alcools, des courses et des jeux du Québec refuse le permis d'alcool au bar Le Pionnier à Pointe-Claire pour vouloir faire des spectacles de rap et de hip-hop, à la demande du Service de police de la Ville de Montréal qui craignait que cela n'attire le gangstérisme,. Le 3 avril 2012, plus d'une cinquantaine de manifestants citoyens et de la scène hip-hop protestent contre cette décision devant le bureau de la Régie des alcools, des courses et des jeux du Québec au Palais de justice de Montréal,,,.
Entre 2000 et 2012, au moins treize bars montréalais sont contraints de bannir le hip-hop.